# 카마라사우루스과
카마라사우루스과(Camarasauridae)는 카마라사우루스와 밀접한 용각류가 속하는 과이다. 대비류 아래에 있으며, 티타노사우루스형류(Titanosauriformes)와 자매군을 이룬다. 스페인 테루엘 주 갈베(Galve)에서는 카마라사우루스와 비슷해 보이는 이빨 화석이 발견되었는데, 이 화석이 카마라사우루스과에 속하는 종의 것일 수도 있다. 튼튼한 이빨, 12개의 경추, 2열 후방 경추와 전방 등돌기 등을 지닌 것이 특징이다. 분기학(分岐學)적으로는 살타사우루스보다 카마라사우루스와 더 유사한 종들이 분류된다.